# Notstandshilfe
Die Notstandshilfe ist eine Leistung der Arbeitslosenversicherung in Österreich.
Nach dem Bezug des Arbeitslosengeldes, das nur für einen gewissen Zeitraum bezogen werden kann, kann man bei Vorliegen einer Notlage die Notstandshilfe beantragen. Die Notstandshilfe erhält man, nach Prüfung durch das Arbeitsmarktservice, längstens für 52 Wochen, danach muss ein neuer Antrag gestellt werden. Die Notstandshilfe kann bei sich wiederholenden Anträgen zeitlich unbegrenzt bezogen werden. Die Notstandshilfe ist beim Arbeitsmarktservice zu beantragen.

## Höhe
Die Höhe der Notstandshilfe beträgt in der Regel 95 % des Grundbetrages des Arbeitslosengeldes, wenn der tägliche Grundbetrag des Arbeitslosengeldes nicht mehr als 1/30 des Ausgleichzulagenrichtsatzes des ASVG (2024: 1.217,96 Euro) beträgt, und sonst 92 %. Unter Grundbetrag versteht man dabei 55 % des täglichen Nettoeinkommens, das aus dem durchschnittlichen versicherungspflichtigen Bruttoeinkommen des jeweils letzten Kalenderjahres ermittelt wird. Bei der Ermittlung der Höhe wird das Einkommen des Ehepartners (Lebensgefährten) genauso berücksichtigt wie Zuverdienst aus eigener Arbeit. Zusätzlich gibt es auch Familienzuschläge. Jede Veränderung der wirtschaftlichen Verhältnisse muss daher unverzüglich gemeldet werden.
Beim Zuverdienst zur Notstandshilfe gelten grundsätzlich dieselben Bestimmungen wie beim Arbeitslosengeld, bei der Notstandshilfe wird aber jedes sonstige Einkommen angerechnet, z. B. auch Einkommen aus Vermietung und Verpachtung, Spenden oder Schenkungen. Grundsätzlich muss aber, wie bei der Bemessung des Zuverdienstes beim Arbeitslosengeld, im Falle von Lohneinkommen und selbstständigem Einkommen, der gültige Steuerbescheid herangezogen werden. Gerade dadurch kann in einzelnen Fällen die Bemessung des Zuverdienstes kompliziert und undurchschaubar werden. Nicht zuletzt wegen der Zeitverzögerungen, die durch nachträgliche Steuerbescheide eintreten.
Sonderregelungen gibt es bei:
- Behinderung
- Krankheit in der Familie
- Aufwendungen aus Anlass einer Schwangerschaft oder Niederkunft
- Aufwendungen aus Anlass eines Todesfalles in der Familie
- Rückzahlungsverpflichtungen für Darlehen infolge Gründung eines Hausstandes oder Beschaffung einer Wohnung

Im Juli 2018 trat der im Oktober 2017 gefasste Beschluss zur Gesetzesänderung in Kraft, wonach die Anrechnung des Partnereinkommens auf die Höhe der Notstandshilfe entfällt.

## Vulnerable Gruppe
Notstandshilfebezieher zählen zu den vulnerablen, armutsgefährdeten bzw. Gruppen in Armut. „Wir haben eine wachsende Armut bei Beziehern von Notstandshilfe,“ so Fiskalratspräsident Christoph Badelt im Rahmen der Pressekonferenz in der Österreichischen Nationalbank über den „mittelfristigen Budgetpfad Österreichs“ am 6. Juni 2023. Dies sei auch eine Folge der fehlenden Wertsicherungsautomatik beim Arbeitslosengeld (Time-Lag). Einmalzahlungen seien in diesem Bereich zur Abdeckung des „sozialen Problems der Inflation“ sinnvoll dabei nicht teuer.

## Weitere Leistungen in Österreich
- Die bedarfsorientierte Mindestsicherung ist nicht an eine vorhergehende Arbeit gekoppelt und wird nicht über die Arbeitslosenversicherung finanziert.

## Situation in anderen Ländern
siehe Arbeitslosengeld